# Ein Hațeva
Ein Hatzeva (în ebraică: עֵין חֲצֵבָה). Este un moșav în valea centrală a Arava în Israel. Este situat la sud de Marea Moartă, se află sub jurisdicția  Consiliului Regional Tamar.

## Istorie

### Fondare
Ein Hatzeva a fost înființată în 1960 ca o fermă agricolă neafiliată, și la început nu a fost recunoscută de către guvern. În urma succesului repurtat de locuitori în ramura legumiculturii, în ciuda tuturor dificultăților terenului, satul a obținut recunoșterea oficială ce și au dorit-o.

### Nume
Locul a fost menționat în texte grecești ca „Eisebon”.
sau Eisiba. Denumirea  localității se datorează izvorului din apropiere, numit de arabi Ayn Husb, ceea ce înseamnă „Izvorul rodnic”.